# دارا أومالي
دارا أومالي (بالإنجليزية: Daragh O'Malley)‏ هو ممثل أيرلندي، ولد في 25 مايو 1954 بدبلن في جمهورية أيرلندا.

## وصلات خارجية
- دارا أومالي على موقع IMDb (الإنجليزية)
- دارا أومالي على موقع قاعدة بيانات الفيلم (الإنجليزية)